# Narkanda
Narkanda è una suddivisione dell'India, classificata come nagar panchayat, di 712 abitanti, situata nel distretto di Shimla, nello stato federato dell'Himachal Pradesh. In base al numero di abitanti la città rientra nella classe VI (meno di 5.000 persone).

## Geografia fisica
La città è situata a 31° 16' 0 N e 77° 27' 0 E e ha un'altitudine di 2.620 m s.l.m..

## Società

### Evoluzione demografica
Al censimento del 2001 la popolazione di Narkanda assommava a 712 persone, delle quali 443 maschi e 269 femmine. I bambini di età inferiore o uguale ai sei anni assommavano a 110, dei quali 56 maschi e 54 femmine. Infine, coloro che erano in grado di saper almeno leggere e scrivere erano 572, dei quali 377 maschi e 195 femmine.